# Campionati asiatici under 18 di atletica leggera
I Campionati asiatici under 18 di atletica leggera (in inglese Asian Athletics Youth Championships) sono una competizione continentale organizzata dalla Asian Athletics Association, riservata agli atleti della categoria under 18.

## Storia
Durante il 78º consiglio della Asian Athletics Association, tenutosi a Doha nel 2014, venne annunciato che la prima edizione dei campionati asiatici allievi di atletica leggera si sarebbe tenuta proprio nella capitale del Qatar.
La manifestazione ha cadenza biennale e si svolge negli anni dispari.

## Edizioni
| Edizione | Anno | Città     | Nazione    | Data         | Sede                        |
| -------- | ---- | --------- | ---------- | ------------ | --------------------------- |
| 1        | 2015 | Doha      | Qatar      | 8-11 maggio  | Qatar SC Stadium            |
| 2        | 2017 | Bangkok   | Thailandia | 20-23 maggio | National Stadium            |
| 3        | 2019 | Hong Kong | Hong Kong  | 15-17 marzo  | Tseung Kwan O Sports Ground |